# Jorma Kinnunen
Pour les articles homonymes, voir Kinnunen.
Jorma Vilho Paavali Kinnunen, né le 15 décembre 1941 à Pihtipudas et mort le 25 juillet 2019 à Äänekoski, est un athlète finlandais spécialiste du lancer du javelot.
Durant sa carrière, il a remporté une médaille d'argent aux Jeux olympiques d'été et établi un record du monde.

## Biographie
Jorma Kinnunen a pris part à trois éditions des Jeux olympiques et à trois Championnats d'Europe. Aux Jeux olympiques d'été de 1964, comme à ceux de 1972, il termina sixième. Aux Jeux olympiques d'été de 1968 à Mexico, il livra un passionnant duel avec le Soviétique Janis Lusis. Kinnunen était à quatre centimètres de Lusis après le deuxième lancer de celui-ci (à 86,34 m). Ce n'est qu'à son dernier essai que Lusis put clairement faire la différence en lançant à plus de 90 m, alors que Kinnunen avait aussi amélioré son dernier lancer.
Le tableau ci-dessous montre la comparaison de leurs lancers.
| Kinnunen | 86,30 | nul   | nul   | 79,00 | 85,82 | 88,58 |
| Lusis    | 81,74 | 86,34 | 82,66 | 84,40 | nul   | 90,10 |

Aux championnats d'Europe, son meilleur résultat fut une cinquième place, chez lui, à Helsinki en 1971. Deux ans plus tôt, à Athènes, alors qu'il venait d'établir un nouveau record du monde et qu'il se présentait en grand favori, il ne se classa que dixième.

### Famille
Son fils Kimmo, également lanceur de javelot, a été sacré champion du monde.

## Palmarès

### Jeux olympiques d'été
- Jeux olympiques d'été de 1964 à Tokyo ( Japon)
  - 6e au lancer du javelot
- Jeux olympiques d'été de 1968 à Mexico ( Mexique)
  -  Médaille d'argent au lancer du javelot
- Jeux olympiques d'été de 1972 à Munich ( Allemagne de l'Ouest)
  - 6e au lancer du javelot

### Championnats d'Europe d'athlétisme
- Championnats d'Europe d'athlétisme de 1966 à Budapest ( Hongrie)
  - 12e au lancer du javelot
- Championnats d'Europe d'athlétisme de 1969 à Athènes ( Grèce)
  - 10e au lancer du javelot
- Championnats d'Europe d'athlétisme de 1971 à Helsinki ( Finlande)
  - 5e au lancer du javelot